# Tardigrades (South Park)
Cet article concerne l'épisode de South Park. Pour l'ourson d'eau, voir Tardigrades.
Tardigrades (Moss Piglets en VO) est le huitième épisode de la vingt-et-unième saison de la série télévisée d'animation américaine South Park, et le 285e épisode de la série globale. Il est diffusé pour la première fois le 15 novembre 2017 sur Comedy Central. L'épisode traite de la chute des audiences des matchs de la National Football League à la suite des protestations durant l'hymne américain.

## Résumé
Les élèves handicapés de l'école de South Park se préparent pour la Foire Handisciences, une exposciences où ils présenteront des expériences aux visiteurs. Nathan et son acolyte de toujours Mimsy ont préparé un volcan en papier mâché, qu'ils feront entrer en éruption avec du vinaigre et du bicarbonate de sodium. Ils sont sûrs de gagner le prix de la meilleure expérience, et de suffisamment impressionner les filles de l'école pour pouvoir coucher avec elles.
De leur côté, Jimmy et Timmy font équipe pour mener des expériences sur des oursons d'eau avec des ondes sonores. Ils ont découvert que ces animaux microscopiques réagissent particulièrement aux chansons de Taylor Swift. Nathan, inquiet de voir ses rivaux de toujours gagner le prix, décide de saboter leur travail. Il revient la nuit avec Mimsy pour verser de la soude dans le bocal contenant les oursons d'eau, avaler d'y plonger un fer à lisser. À défaut de mourir, les animaux évoluent et commencent à montrer des comportements sociaux, comme danser le boogie-woogie.
Le jour suivant, un hélicoptère et des voitures noires arrivent à l'école. En sortent des hommes avec costumes noirs et lunettes noires, qui expliquent qu'ils sont venus apporter leur aide pour l'expérience sur les oursons d'eau. Selon eux, ces animaux seraient la clé de leur survie, bien qu'ils restent flous sur ce sujet. Ils installent du matériel de pointe pour Jimmy et Timmy, et demandent à tous leurs camarades d'arrêter leurs expériences et de se concentrer sur les oursons d'eau. Lorsque Nathan et Mimsy révèlent qu'ils sont à l'origine de l'évolution des animaux et que c'est eux qui devraient travailler pour le gouvernement, les hommes en noir révèlent à leur tour qu'ils ne sont pas des agents du gouvernement, mais des représentants de la National Football League (NFL), avec Jerry Jones à leur tête. Ils sont là pour assurer la survie de leur ligue sportive. Jimmy pense qu'ils veulent étudier la résistance hors du commun des oursons d'eau pour régler les problèmes de commotions chez les joueurs de football américain, mais Jones explique qu'ils veulent en fait convertir les animaux en fans de ce sport, dont l'audience ne cesse de chuter depuis les protestations durant l'hymne américain.
En parallèle de cette intrigue, les filles de CM1 s'inquiètent pour Heidi Turner : elle s'est remise avec Cartman à la suite des évènements de l'épisode précédent, et depuis, elle a pris énormément de poids et adopté tous les traits désagréables de son petit ami, comme l'agressivité, l'égoïsme, la critique acerbe de tout ce qu'elle déteste ou encore la manipulation, étant elle aussi devenue douée pour se faire passer pour une victime.
Heidi est convoquée dans le bureau de M. Mackey, qui lui rappelle qu'elle s'est portée volontaire pour arbitrer le concours d'expériences de la Foire Handisciences qui approche. La petite fille ne veut plus tenir ce rôle, principalement parce que ça l'empêcherait de profiter de son samedi, mais le conseiller de l'école l'oblige à tenir ses engagements. Heidi commence alors à se plaindre autour d'elle, disant qu'elle est traitée comme une esclave obligée de faire des tâches ingrates ou encore que l'exposciences est un évènement « frivole » et « surfinancé » par l'école. Elle va jusqu'à réunir les élèves et le corps enseignant dans le gymnase pour critiquer la foire. De son côté, Cartman est troublé par le changement d'attitude de sa petite amie, mais quand il essaye de la calmer lors de son intervention au gymnase, elle se montre agressive envers lui.
Les plaintes d'Heidi poussent M. Mackey et le Principal PC à annuler la Foire Handisciences. Lorsqu'ils arrivent dans la classe des enfants handicapés pour transmettre l'information, suivis par Cartman et Heidi, les hommes de la NFL sortent des armes pour les prendre en otage et forcer la poursuite des expériences sur les oursons d'eau. Heidi exige que Cartman fasse quelque chose, mais quand, exaspéré, il la traite de « pétasse », elle lui conseille de changer de ton immédiatement. La petite fille décide d'agir toute seule et s'empare du bocal des oursons d'eau. Elle est pourchassée par les hommes de la NFL, eux-mêmes poursuivis par les enfants handicapés et les enseignants, tandis que Cartman essaye de suivre aussi vite qu'il peut. Heidi essaye de quitter l'école, mais d'autres représentants de la NFL se trouvent devant. Elle se retourne cernée, et quand Cartman essaye encore une fois de la calmer, elle avale toute l'eau du bocal, et les oursons d'eau avec.
L'épisode se termine sur Heidi et Cartman regardant la télévision chez ce dernier, la petite fille lui demandant des câlins avec agressivité, tandis que Jerry Jones et ses hommes retournent au siège de la NFL pour étudier le volcan de Nathan et Mimsy.